# Grimsby Dock Tower

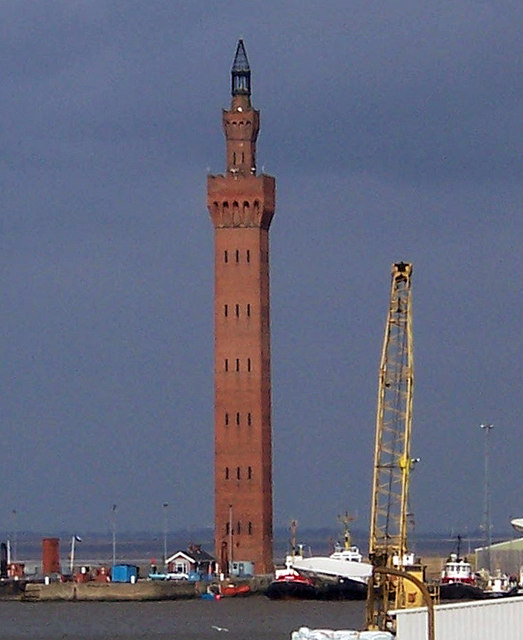
Grimsby Dock Tower.

Grimsby Dock Tower är ett 61 meter högt torn, avsett för att agera hydraulisk ackumulator, och ett maritimt landmärke vid ingången till Royal Dock, i staden Grimsby i nordöstra Lincolnshire, Storbritannien. Tornet, som färdigställdes 27 mars 1852, baserat på William Armstrongs idé om den hydrauliska ackumulatorn, med syftet att innehålla en 140 000-liters reservoar på en höjd av 61 m, som användes för att tillhandahålla hydraulisk kraft för att driva maskineriet i Grimsby Docks. Tornets extrema höjd var nödvändig för att uppnå tillräckligt tryck, och som ett resultat av detta kan tornet ses flera kilometers avstånd, till och med långt in i landet på norra stranden av Humbers mynning i byar som Patrington.

## Historik och konstruktion
Tornet byggdes för att ge vattentryck för att driva hydraulmaskineriet (för kranar, låsportar och slussar) vid Grimsby Docks. Tornet byggdes för att bära en tank 61 m över marken med direkt matning in i maskineriet. Små pumpar fyllde på tanken när hydraulmaskineriet drog ut vatten. Tornsystemet togs i bruk 1852 och försörjde maskineriet för slussportar, torrdockor och femton kajkranar, samt för att leverera färskvatten till fartyg och boningshus i hamnområdet. Vattnet erhölls från en brunn, 4,6 m i diameter och 14 m djup, med en borrning i mitten på 130 mm i diameter ner till kalkberggrunden. Brunnen matades också från sju borrningar på 130 mm i diameter, med intervall på ca 90 m, med vatten som leddes till brunnen av en tegelkulvert med en diameter 0,9 m.
Vatten transporterades från brunnen till tornet i ett gjutjärnsrör tretton tum i diameter när det sedan tvingades in i tanken av två kraftpumpar, var och en på tio tum i diameter, arbetade av en dubblett, drivna av en motor på tjugofem hästkrafter. Alla motorer, pumpar och rör och hela maskineriet tillverkades av Mr Mitchell från Perran Foundry, Cornwall.
Under byggandet av tornet utvecklade Armstrong ett annat system med hjälp av viktade ackumulatorer, vilket på en gång visade sig ha stora fördelar. Det hydrauliska arbetstrycket var högre, vilket möjliggjorde mer kompakt och billigare maskineri och allt var på marknivå. Den första sådana installationen gjordes vid New Hollands kaj och pir, som faktiskt togs i bruk mer än ett år före Grimsby-systemet.

### Arkitektur, byggande och öppning
Tornet ritades av James William Wild som baserade sitt utseende på Torre del Mangia på Palazzo Pubblico i Siena. Det byggdes under överinseende av J. M. Rendel, som var projektingenjör med ansvar för byggandet av Royal Dock.
Bottenvåningen i tornet var kantad med rosa, vita och blå draperier när drottning Victoria kom med prins Albert för att besöka kajen och "öppna" tornet i oktober 1854. Hennes majestät gav tillstånd till prins Albert, prinsen av Wales och Princess Royal att följa med Rendel i den hydrauliska hissen till galleriet som löper runt tornet ovanför vattentanken, varifrån man får en fri sikt över Grimsby, Cleethorpes och mynningen av Humber.
Tornet är 94 m högt, 8,5 m brett vid basen och avsmalnar gradvis till 7,9 m under den första projektionen. Dess väggar är 1,2 m tjocka och smalnar till 0,91 m vid strängbanan under kragstenarna. Tegelstenarna i detta enkla tegeltorn är gjorda av lera som erhållits från utgrävningar i kärret som gränsar till hamnen och är satta i blåkalkmortel. Bågjärnbindningar används i väggarna i betydande utsträckning. Grunden till tornet är en solid murad mur byggd på en timmerbärpålar. Ungefär en miljon tegelstenar användes i dess uppbyggnad.
Lokal legend säger att tornet byggdes på en grund av bomullsvadd, en historia som sannolikt har sitt ursprung i den lönsamma importen av bomull till West Yorkshire som gav en impuls till byggandet av Royal Dock och tornet.

### Senare användning

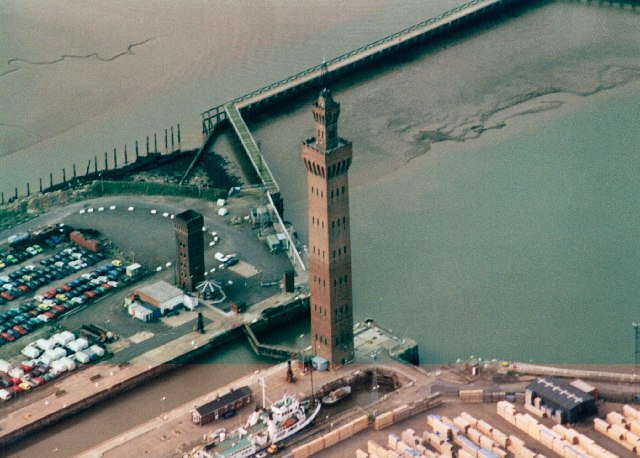
Översiktsbild

Dock Tower fortsatte att tillhandahålla vatten för hydrauliskt arbete fram till 1892 då uppförandet av det hydrauliska ackumulatortornet på den motsatta piren cirka 60 m nordväst om Dock Tower tog över - vattnet i denna struktur sattes under tryck av en 300-tons vikt. Nuvarande docknings- och låsmaskineri drivs av elektrisk eller elektrohydraulisk energi.
Under andra världskriget fanns planer på att riva tornet, eftersom det fungerade som en ledstjärna för tyska Luftwaffe-flygplan på väg mot Liverpool. Senare placerades en plakett på tegelväggen för att hylla krigets minsveparbesättningar.
Tornets hiss är inte längre i drift med tillgång till toppen finns via en spiraltrappa i ena hörnet av byggnaden. Den andra balkongen används för närvarande för sändning och mottagning av radiosignaler.
Tornet är listat i klass I och är föremål för en bevarandeorder.